# Мама моєї дочки (мінісеріал)
«Мама моєї доньки» (рос. Мама моей дочери) — російськомовний 4-серійний телефільм 2019 року, знятий в Україні. Телесеріал створено продакшн-компанією IVORY films на замовлення ТРК «Україна». Режисером виступила Єва Стрельникова.
Прем'єра телесеріалу відбулася у неділю, 10 березня 2019 року, на телеканалі ТРК Україна. Прем'єра в Росії відбулася 20 березня 2020 року на телеканалі Домашній.

## Синопсис
Сім'ї двох подруг, Олі та Даші, товаришують родинами. Їхні чоловіки навіть створили спільну клінінгову компанію. Подруги знайомі мало не з пелюшок, допомагають одна одній вирішувати будь-які проблеми, підтримують у складних ситуаціях. Практично одночасно вони дізналися й про свої вагітності.
Але в один момент все перекреслила смерть Дашиної дитини відразу після народження. Після цього чоловіка Даші кинули за ґрати через те, що він хотів з'ясувати обставини смерті свого малятка у медичної сестри і на емоціях завдав їй важку травму. Дружина дочекалась чоловіка з місць позбавлення волі, але проблеми у родині продовжились. Аби забути про сімейну трагедію, подружжя розлучилось.
Аби якось прожити Даша влаштовується нянею п'ятирічної дочки своєї подруги Олі. Так вона довідується про дивні збіги, що приводить її до несподіваних висновків…
|  | «Наша історія про кохання, тому що любов - це найбільша сила, яка може як воскресити, так і вбити. Історія цікава тим, що всі наші герої змушені приймати дуже складні для себе рішення, перед кожним з чотирьох героїв стоїть вибір, і кожен з них повинен покопатися і розібратися в собі, щоб прийняти правильне рішення, яке їм дається дуже нелегко. Хочу зазначити, у нас немає антигероя, що мені дуже подобається. Всі герої в нашій історії як і всі їхні вчинки мотивовані дуже складною ситуацією, а не їх негативним ставленням до чогось або когось. Кожен з них б'ється за кохання, за щастя дитини, за її благополуччя. Але кожен з них знаходиться на своєму березі», - розповідає режисер серіалу Єва Стрельнікова. |

## У ролях
| Актор                             | Роль                                     |
| --------------------------------- | ---------------------------------------- |
| Катерина Варченко                 | Оля Романова                             |
| Євгенія Розанова                  | Даша Нікіфорова                          |
| Володимир Заєць                   | Сергій Романов                           |
| Валерій Панков                    | Андрій Нікіфоров                         |
| Анжеліка Ешбаєва                  | Аня у 5 років                            |
| Ірина Токарчук                    | Іраїда Василівна, сусідка                |
| Катерина Вишнева                  | Світлана, коханка Андрія                 |
| Ірина Тамім                       | Наталія, медсестра пологового відділення |
| Сергій Детюк                      | лікар акушер-гінеколог                   |
| Борислав Борисенко                | лікар травматолог                        |
| Олександр Катунін                 | лікар епілептолог                        |
| Олесь Каціон                      | адвокат Даші                             |
| Сергій Бережко                    | суддя                                    |
| Станіслав Щокін                   | працівник соціальної служби              |
| Андрій Клименков                  | адвокат Олі                              |
| Антон Скрипець                    | син Наталії                              |
| Олександр Першин                  | чоловік Наталії                          |
| Олександр Крючков                 | телеведучий                              |
| Олександр Третяченко              | слідчий                                  |
| Олег Масленніков (немає в титрах) | батько Світлани                          |

## Фільмування
Телесеріал знімався в Києві та Київській області.